# Cymbidium defoliatum
Cymbidium defoliatum је врста орхидеја из рода Cymbidium и породице Orchidaceae. Природно станиште је Кина покраина Фуђен. Нису наведене подврсте у Catalogue of Life.